# Куруна
Куруна (на гръцки: Κουρούνα) е бивше населено място в Република Гърция, в дем Гревена, област Западна Македония.

## География
Куруна е разположено в подножието на едноименния малък връх (около 1465 m) в източните части на планината Смолика, част от веригата Пинд. Разположено е в землището на село Филипеи (Филипища), на около 1 km северно от него. 

## История
За пръв път селото е регистрирано в преброяването от 1971 година без жители. Така е посочено и в тези от 1981 и 1991 година.
В Куруна е построена църквата „Успение Богородично“ и на 15 август оттам започва селският събор на Филипеи.
| Година    | 1913 | 1920 | 1928 | 1940 | 1951 | 1961 | 1971 | 1981 | 1991 | 2001 | 2011 | 2021 |
| --------- | ---- | ---- | ---- | ---- | ---- | ---- | ---- | ---- | ---- | ---- | ---- | ---- |
| Население |      |      |      |      |      |      | 0    | 0    | 0    | 0    | 0    | 0    |